# ایلون
ایلون(عبری:אֵילֹן به معنی «بلوط») از شخصیت‌های تنخ یهودی و عهد عتیق در انجیل است که نخستین بار نامش در کتاب داوران و در زمره داوران کوچک طوایف بنی‌اسرائیل آورده شده‌است. او دوازدهمین داور اسرائیل بود که پس از ابصان و پیش از عبدون داوری داشته‌است. او را از طایفه زبولون دانسته‌اند. مدت حکومت او ده‌سال بود. وی در ولایت زبولون درگذشت و در ایالون دفن شد.(داوران ۱۲:۱۱)